# 騎馬民族

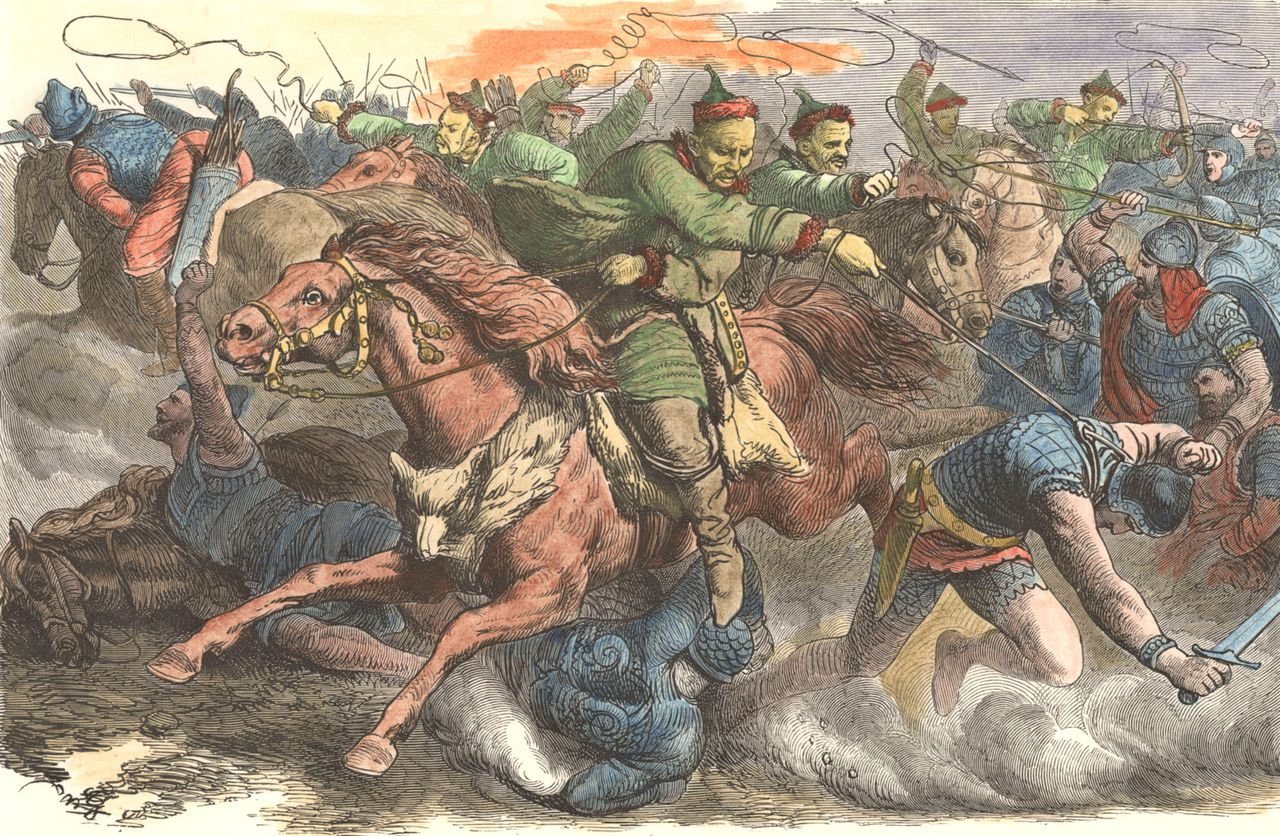
フン族の想像図（19世紀）

騎馬民族（きばみんぞく）は、馬を主要な移動手段として用いる民族であり、遊牧民の騎馬民族、狩猟民の騎馬民族、農耕民の騎馬民族など、その生業はさまざまである。
騎馬民族とは、馬を多数飼養し、騎乗による機動力を自分たちの日常的な生産活動から交易を含む対外活動に至るまで利用し、騎馬戦術を用いては農耕地帯に進出して、略奪ないし征服をおこない、また、そこに移住した諸民族をまとめた呼称である。
本来的には、ユーラシア大陸中央部のステップ（草原）の遊牧騎馬民族または騎馬遊牧民族のことを指している。

## 概要

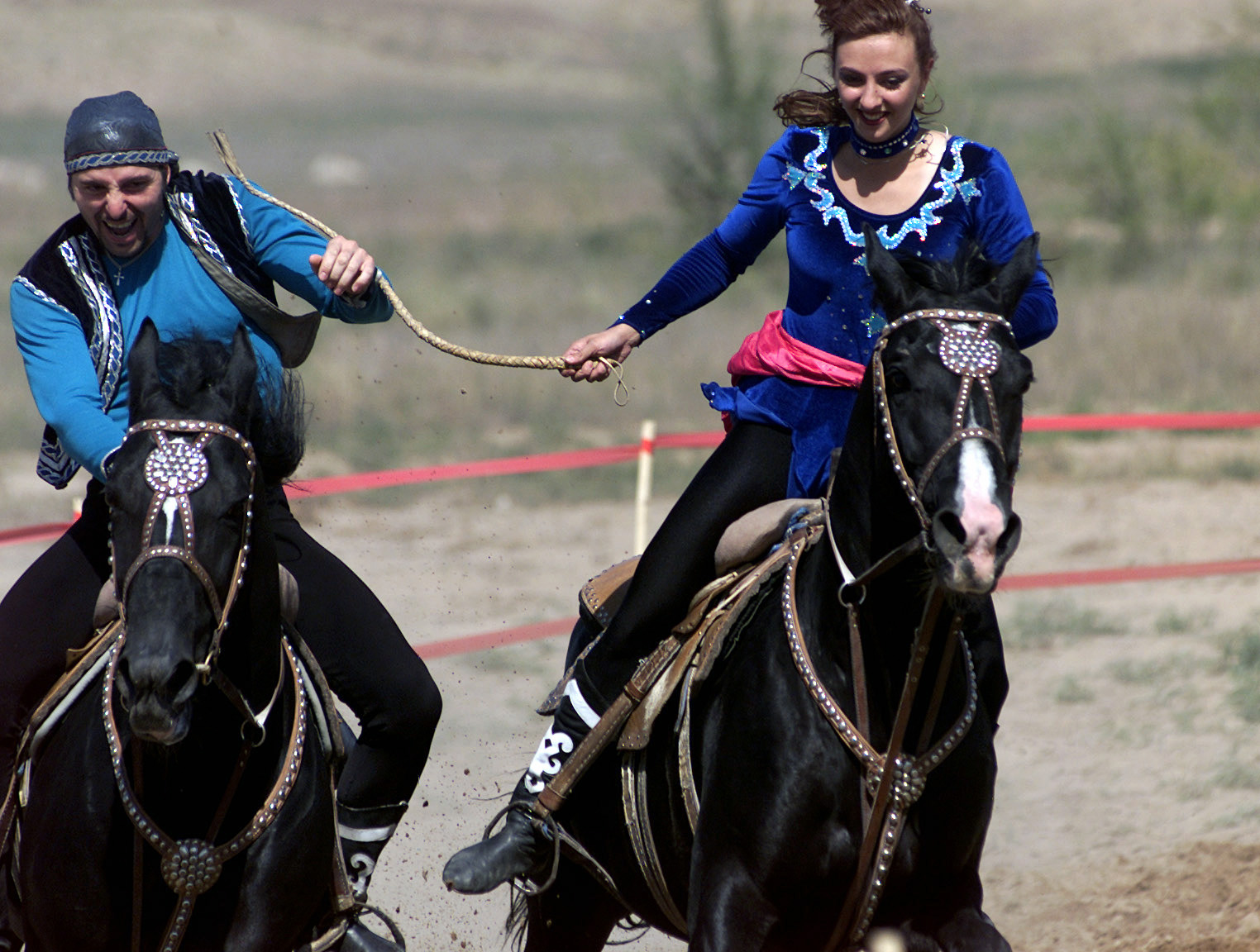
Kyz kuu（girl chasing）と称される、チュルク系民族の若い男女で競う馬術ゲーム（カザフスタン、2000年）。
----
女性が勝利して男性にムチをふるっている。2人ともカザフの伝統的な衣装を着ている。

騎馬民族には、ユーラシア内陸部の乾燥地帯を中心に活動した遊牧民系の騎馬民族と、元来は乾燥地帯と森林または農耕地帯とが近接する一帯で牧畜、農耕、狩猟にたずさわっていた非遊牧民系の騎馬民族がある。
遊牧民系の騎馬民族には、西方においてはスキタイ、サルマタイ、パルティア、アラン、フン、アヴァール、ハザールなどの諸民族、東方にあっては、匈奴、柔然、突厥、ウイグル、契丹、モンゴル、ジュンガルといった勢力が知られている。その中間には、サカ、烏孫、康居、エフタル、カザフなどの諸族が知られる。
一方、非遊牧民系は、東方の烏桓、鮮卑、夫余、女真、満洲族などである。高句麗（貊）を騎馬民族として扱うこともある。非遊牧民系の騎馬民族も、多くの場合、隣接した遊牧民系騎馬民族の影響を受けて騎馬民族化したものと考えられる。

## 歴史

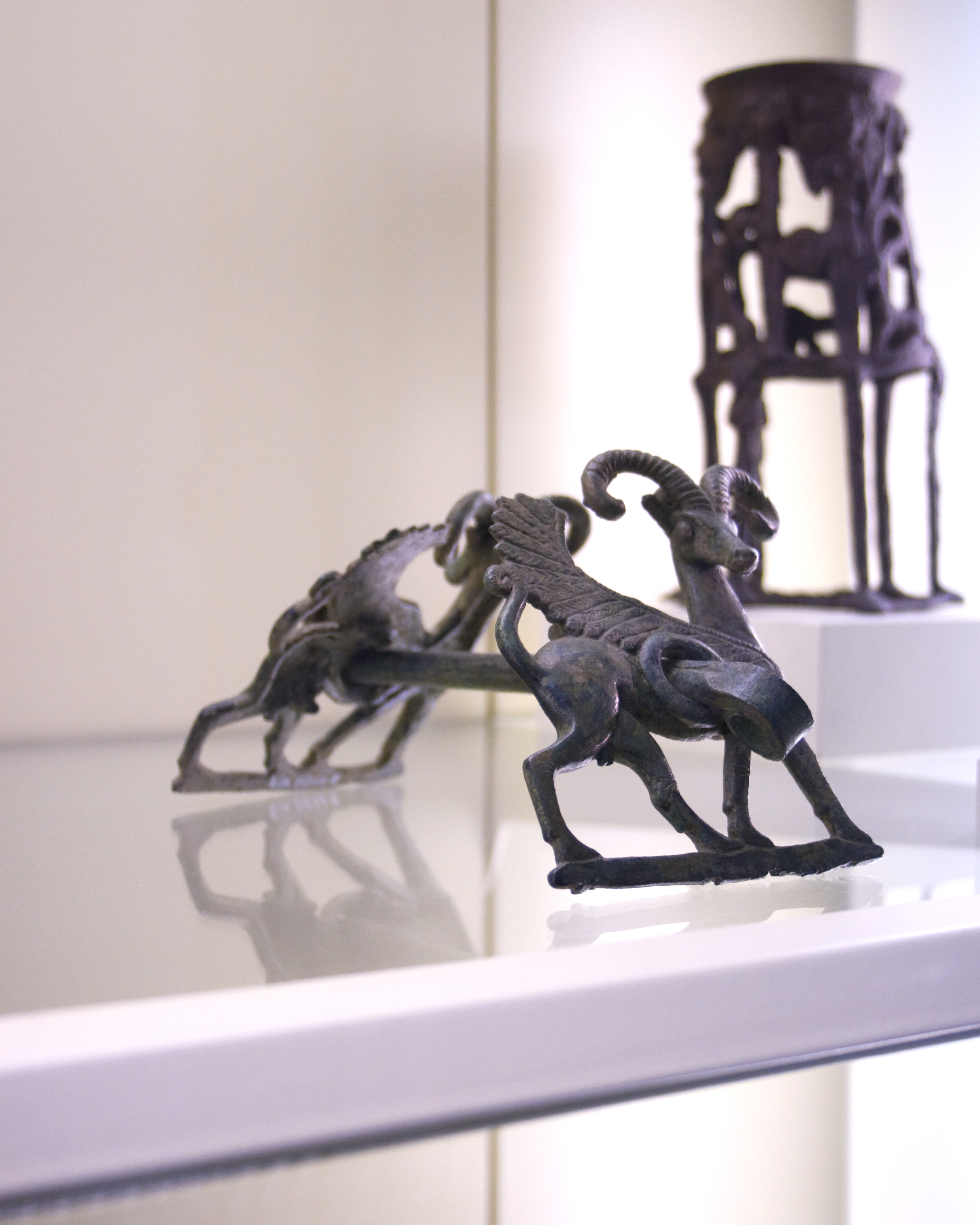
古代メソポタミアのニネヴェで出土したクツワ

当初、ウマは食料用であったという。それが家畜化されたのは紀元前4千年紀、ドニエプル川流域で興ったスレドニ・ストグ文化においてであったと考えられる。ただし、このウマは放牧によるのではなく、囲いの中で飼養されていたとみられる。そして、乗馬の風習の考古学的証拠は約5,500年前のボタイ文化にさかのぼり、ヨーロッパの草原地帯における最古の乗馬を示す証拠はヤムナ文化（紀元前3600年ごろ～紀元前2200年ごろ）から見つかっている（約5,000年前）。なお、乗用に先だって、ウマは駄載や牽引の用役に供されたものと考えられるが、その運搬力や機動力は生活や生業の便益拡大のみならず戦闘力として重用された。

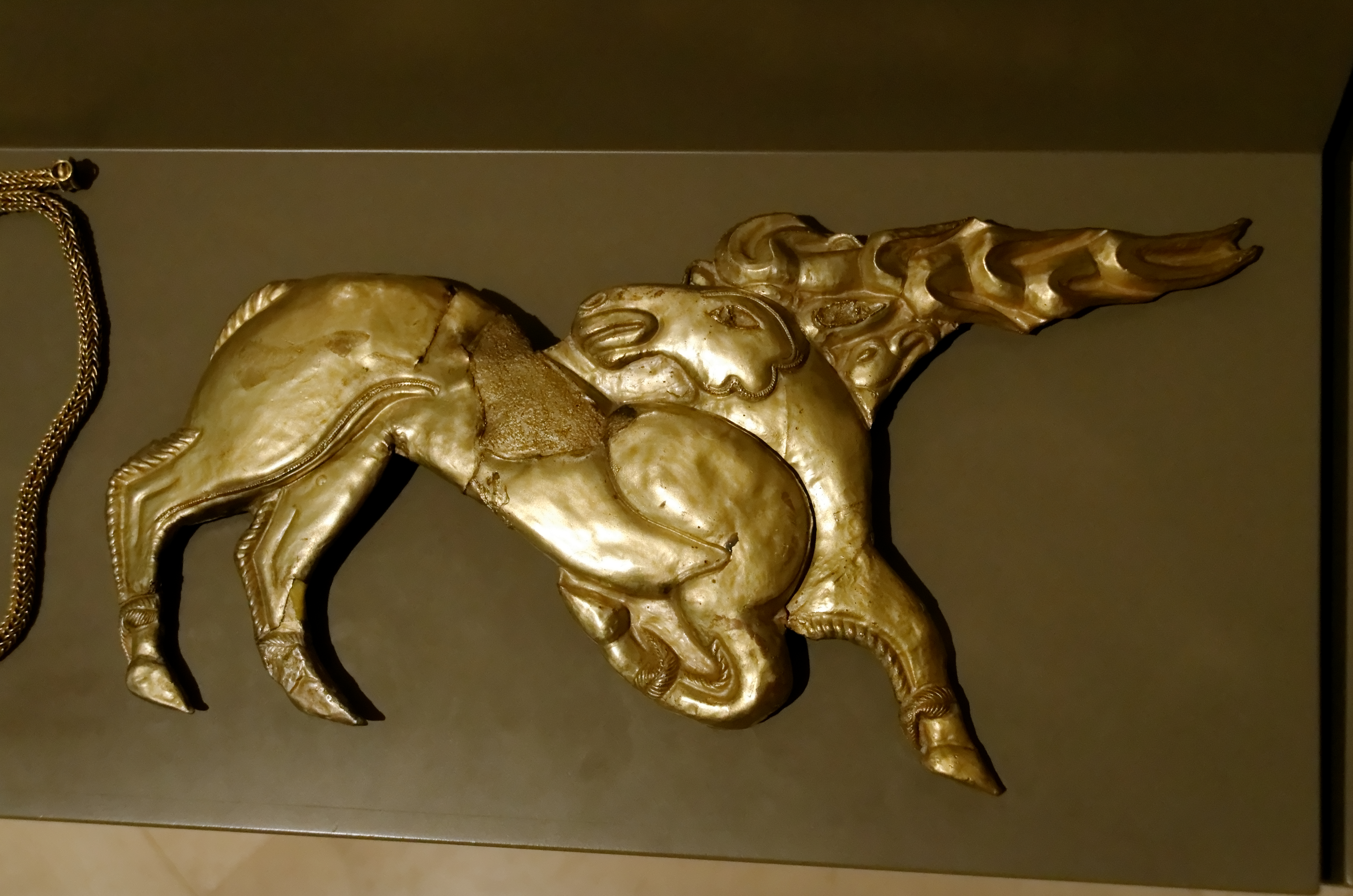
スキタイの黄金製の盾
----
シカの浮彫彫刻がなされている

騎馬民族の成立に果たした遊牧民の役割は、上述した経緯からも、きわめて大きいといわなければならないが、遊牧と騎馬とは必ずしも最初から結び付いていたわけではない。騎乗には、手綱、ハミ、クツワが最低限必要不可欠である。クラやアブミもまた必要である。こうした道具を用いた騎馬術が古代オリエントの地で普及したのは、おそらくは紀元前10世紀前後であろうと考えられている。そして、おそらくは当該地域から騎乗術を学んでそれを遊牧と結合させ、世界史上最初の遊牧騎馬民族国家を成立させたのが、アーリア系（イラン系）のスキタイである。スキタイは、紀元前8世紀の末ごろ、東方より南ロシアのステップ地帯に遊牧騎馬民族として出現し、紀元前6世紀以後、ポントス草原を中心に南ロシアから北コーカサスにかけての地域に強大な遊牧国家を樹立した。その文化は、二枝式のハミと棒状の鏡板とからなるクツワといった馬具、アキナケス型剣や両翼・三翼鏃といった武器、および、馬具・武器・装身具（バックルやピンなど）などに施された動物文様（動物のかたちを透彫り、または浮彫りにした文様）に特色がある。動物の文様はまた、衣装やウマの飾りにも施された。スキタイは、アケメネス朝ペルシアのダレイオス1世やアルゲアス朝マケドニアの大王アレクサンドロス3世と戦い、これを破ったこともあった。護雅夫によれば、「遊牧民は騎馬術の採用によって、蒸気機関の発明以前における最大の機動力を獲得し、神出鬼没の騎兵軍団をつくりあげ、農業定着民の軍隊を圧倒した」のである。

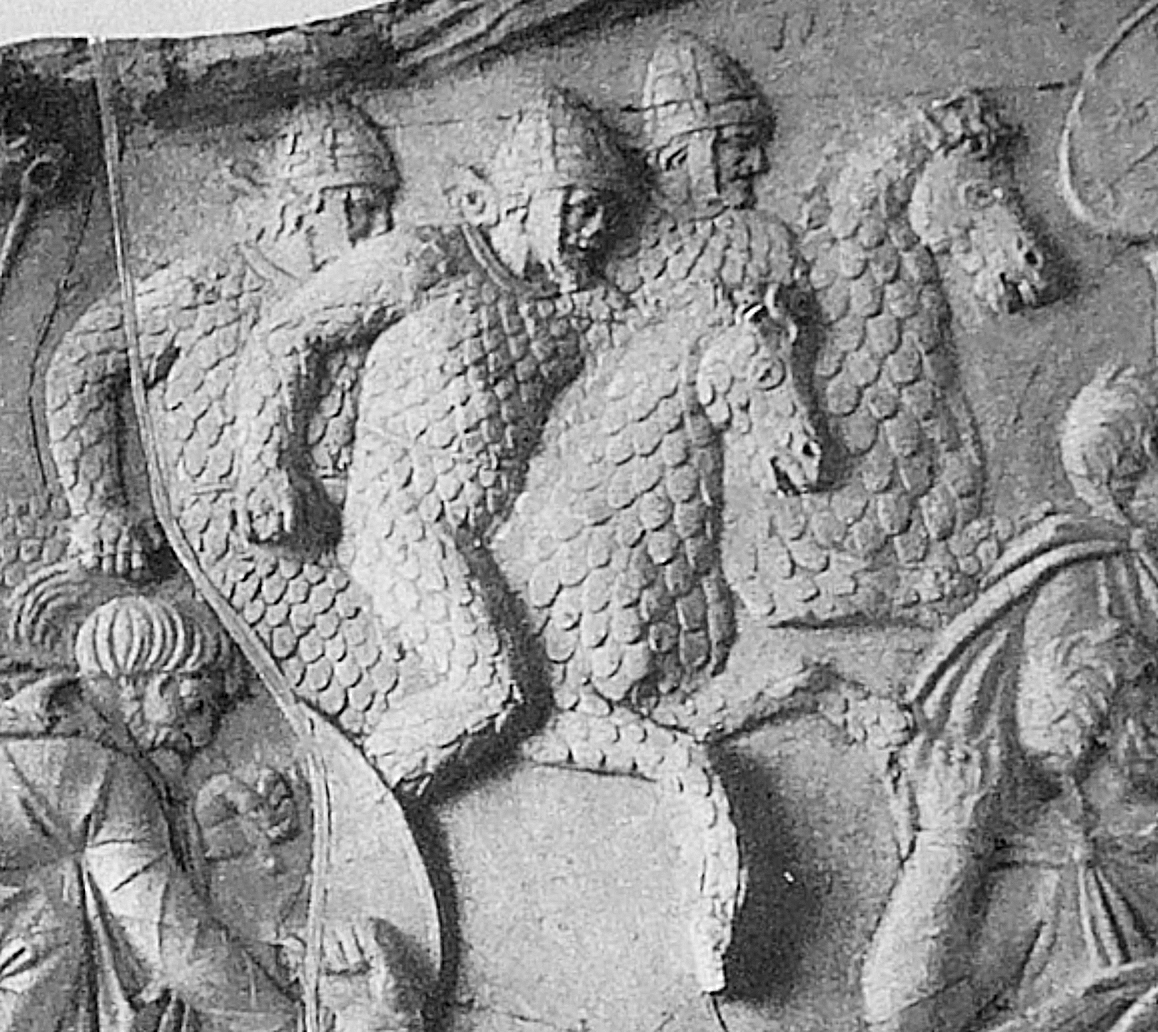
トラヤヌスの記念柱に刻されたサルマタイのカタフラクト（重騎兵）、2世紀

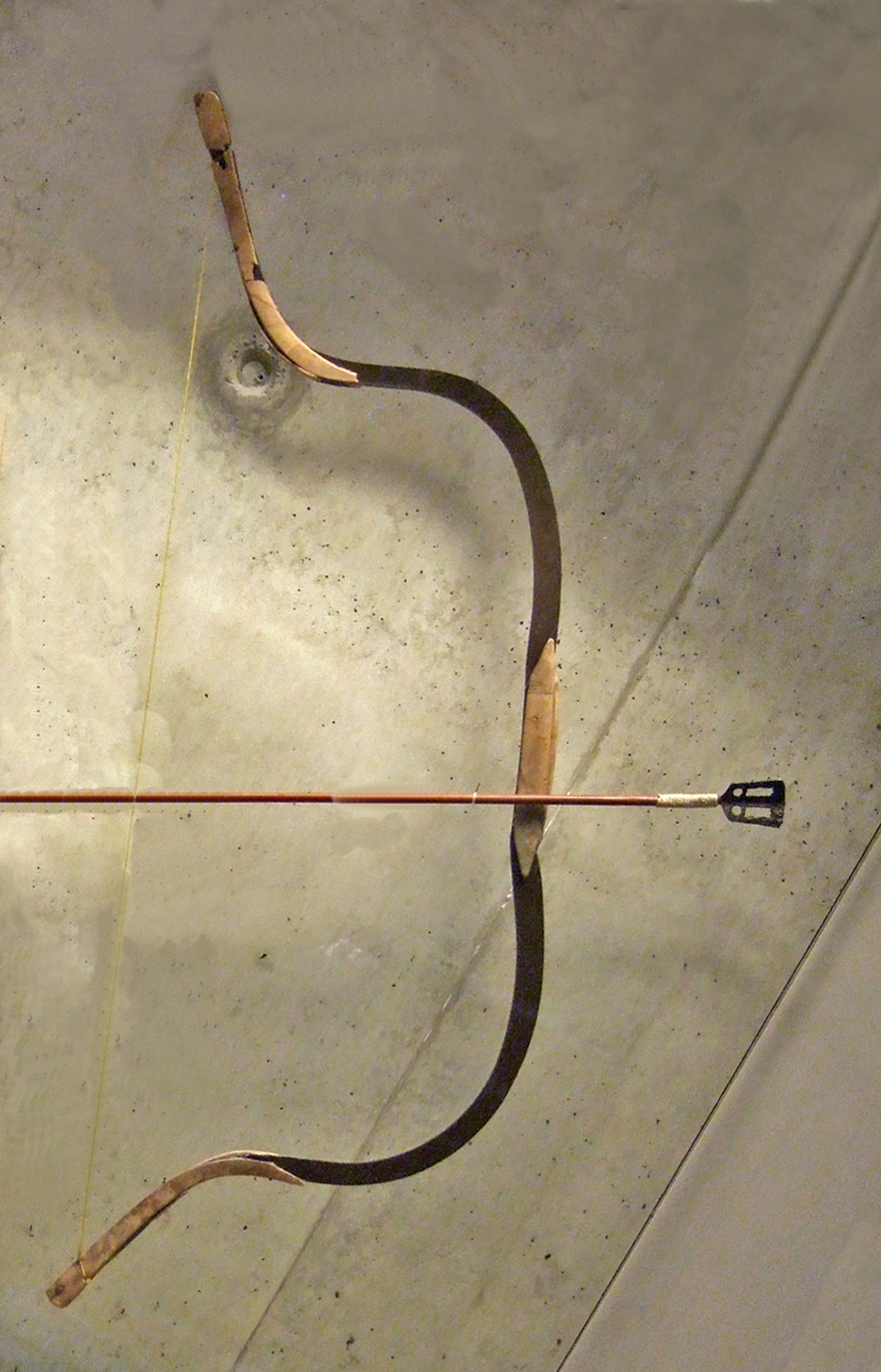
アヴァール人の騎馬弓

スキタイ以降、中央ユーラシアの遊牧民は相次いで騎馬民族化していった。遊牧民たちはヒツジやヤギ、ウシ、ラクダ、そしてウマなどといった動物を飼い、これを追って季節的に一定地域での移動を繰り返し、これら家畜の肉、乳、毛、皮を衣食住に利用して平和に暮らしていたが、金属製ハミなどといった馬具がもたらされ、騎乗術が進歩すると、この機動力を牧畜生産にあてはめて遊牧経済を拡大させていった。ヒツジをはじめとする動物の群れを分散して放牧することが可能になり、集団内部の相互の連絡や家畜管理、他の集団との連携も容易になった。草原でウマを飼養することは難しいことではないので騎馬術はたちまち普及した。そして、おびただしい数の馬を背景としてその機動力を組織化し、飛躍的に戦闘力を増強して、それを外部に向けるようになった。こうした対外活動は遊牧騎馬民族同士の場合もあったが、農耕地帯に対しても多く向けられた。特に後者に対する略奪・征服活動は、長期にわたって世界史を動かし、展開させることに大きな役割を果たした。紀元前4世紀、西方ではサルマタイの活躍がみられた。スキタイ同様イラン系に属していたと考えられる彼らは、東方よりやって来てスキタイの勢力をクリミア半島方面に追いつめ、スキタイ遊牧帝国を滅ぼして、これを併合した。一方、スキタイの動物文様を特徴とする騎馬文化は東方のモンゴル高原にも伝わり、紀元前3世紀末に同地で興った騎馬遊牧国家の匈奴にも影響をあたえた。
匈奴は、テュルク系またはモンゴル系といわれ、アルタイ語系に属し、単于と呼ばれる君主のもとで強大化した。
なお、三品彰英は、馬を知らなかった北アメリカの先住民が、やがてスペイン人のもたらした馬を受容して有力な騎馬民族になった事例を紹介している。

## 騎馬文化の影響
ズボン

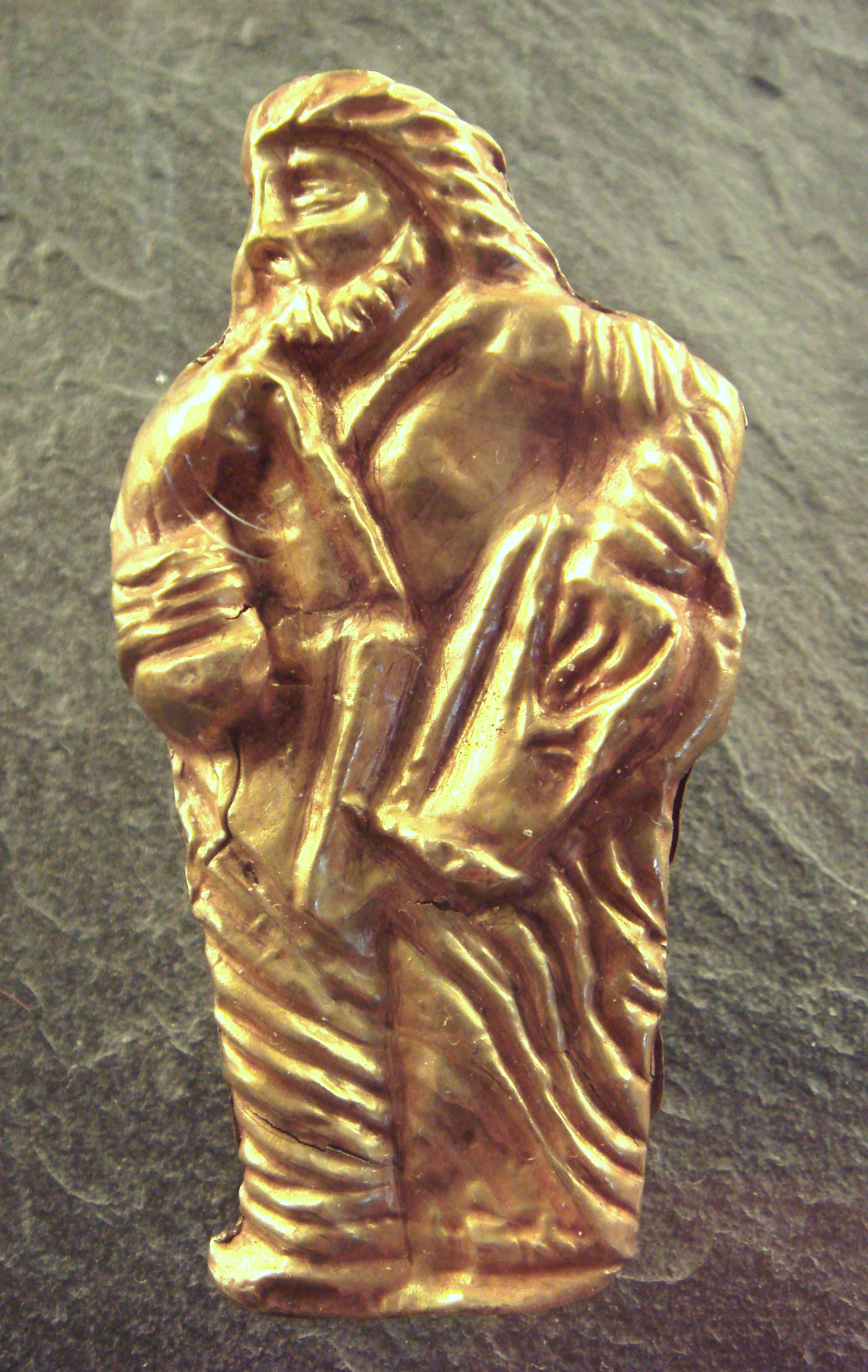
ズボンを履いたスキタイ人

ズボンは、ユーラシア大陸の乾燥地帯に住む人々の騎馬生活および遊牧生活のなかから生まれてきた衣服の代表である。モンゴル高原から中央アジア、西アジアを経てアフリカに至るまで、馬に乗って草原や砂漠を移動しつづける彼らのファッションは定着生活を送る農耕民族とはおのずと異なるものであった。2014年、中国北西のタリム盆地にある墳墓から3,300年前のズボンが出土した。騎馬遊牧民が馬に騎乗する際に着用していたものと考えられており、この墳墓からは他にムチやクツワ、弓、斧なども出土している。酷寒や猛暑から身を守り、ウマにまたがる暮らしから生まれ、スキタイや匈奴などで利用されたズボンはおそらく当初は獣皮やフェルトでつくられたものと考えられるが、やがて布製になり、ヨーロッパに伝播して今日の洋服のズボンの祖型となった。
競馬
競馬は騎馬民族がことのほか愛好するスポーツである。馬を走らせる機会は多岐にわたるが、とりわけ死者の供養祭には競馬がつきものである。キルギス草原で行われた、富裕なキルギス人の亡父の供養祭に立ち会った19世紀後半の言語学者の記録によれば、このレースの1位の賞品は「赤い布で作った小ぶりのテントと必要な家具一式、鞍をおいた馬に乗る花嫁衣裳をまとった1人の若い娘、50頭のラクダ、50頭のウマ、50頭のウシ、50頭のヒツジ」であったという。死者祭りの競馬は中央アジアの遊牧民には一般的な習俗であり、一説には、もともと死者が騎乗して死者界に赴くのを可能にするとともに死者の新しい住地（死者界）での乗用動物を附与する意味合いを有していたという。競馬は騎馬文化ともにユーラシアの各地に広まって、各地のそれぞれの文化と混じりあって様々な民俗行事となり、多様な儀礼形態を生んだ。

## 騎馬民族に関連する学説
- 騎馬民族征服王朝説 - 江上波夫が唱えた説。東北ユーラシア系の騎馬民族が南朝鮮を支配し、やがて弁韓を基地として日本列島に入り、4世紀後半から5世紀に、大和地方の在来の王朝を支配ないしそれと合作して大和朝廷を立てたという仮説。

## 騎馬民族の例
- インド・ヨーロッパ系民族 - クルガン文化を担い、東欧・ウクライナ草原が原郷。
  - スキタイ - 紀元前8世紀～紀元前3世紀頃に繁栄
  - 月氏
  - 烏孫
  - 堅昆
  - エフタル
  - キンメリア
- アルタイ系民族
  - テュルク系民族 - 紀元前5世紀～12世紀頃に繁栄
    - 丁零
    - 匈奴
    - 高車
    - 鉄勒
    - 突厥
    - 回鶻
    - フン族
    - アヴァール

  - モンゴル系民族 - 12世紀～17世紀頃に繁栄
    - 東胡
    - 烏桓
    - 鮮卑
    - 柔然
    - 室韋
    - 契丹
    - タタル部
    - モンゴル部
- ウラル系民族
  - ウゴル系民族
    - マジャール人
- シナ・チベット系民族
  - チベット系民族
    - 羌
    - 氐
    - 吐蕃
    - 党項